# モンテカルヴォ・イルピーノ
モンテカルヴォ・イルピーノ（伊: Montecalvo Irpino）は、イタリア共和国カンパニア州アヴェッリーノ県にある、人口約3,600人の基礎自治体（コムーネ）。

## 地理

### 位置・広がり

#### 隣接コムーネ
隣接するコムーネは以下の通り。括弧内のBNはベネヴェント県所属を示す。
- アーピチェ (BN)
- アリアーノ・イルピーノ
- ブオナルベルゴ (BN)
- カザルボレ
- カステルフランコ・イン・ミスカーノ (BN)
- ジネストラ・デッリ・スキアヴォーニ (BN)